# Álftavatn
Álftavatn – jezioro w południowej Islandii w gminie Grímsnes- og Grafningshreppur. Zajmuje równinny obszar w południowo-wschodnim skraju wulkanicznego obszaru Grafningur, na południe od jeziora Úlfljótsvatn, ok. 50 km na wschód od Reykjavíku.

## Geografia

### Geomorfologia
Jezioro ma powierzchnię ok. 240 hektarów. Wysokość lustra znajduje się na ok. 15 m n.p.m. Linia brzegowa jest dobrze rozwinięta (K≈2,1), głównie za sprawą niewielkich form zróżnicowania brzegu.

#### Półwyspy
Największym jest półwysep Skálmanes, po wschodniej stronie odpływu rzeki Sog. Prócz niego wyróżniają się dwa bezimienne półwyspy. Jeden w pobliżu Kringlumýri, drugi w pobliżu Arnarhólmi. Oprócz nich, wybrzeże - szczególnie wschodnie - zaopatrzone jest w mnóstwo małych półwyspów i cypli, nie przekraczających kilkudziesięciu metrów długości. Spośród nich warto wspomnieć o Vaðnes, który przekształcił się w mierzeję.

#### Przylądki
Nazwane, występują tylko na wschodnim brzegu:
- Kríutangi, Bleikjunef i Fráfærunef – kolejne przylądki, położone mniej więcej na wysokości Arnarhólmi,
- Álftabæli – znajduje się po zachodniej stronie półwyspu Skálmanes,
- Kríunes i Raftanes – znajdują się przy odpływ rzeki Sog w południowej części jeziora;

#### Zatoki
Główne zatoki na wschodnim brzegu to:
- Voðvik – wschodni brzeg, na wysokości wyspy Vaðeyri,
- Farkjaftur – wschodni brzeg, na wysokości wyspy Arnarhólmi,
- Selvik – w południowo-wschodnim rogu jeziora,
- Skálmnesvik – po wschodniej stronie przylądka Skálmanes,
- Álftavik – po południowej stronie przylądka Skálmanes.

#### Wyspy
Na jeziorze znajdują się dwie większe wyspy:
- Vaðeyri (ok. 4,5 ha) – największa, położona naprzeciw ujścia Ferðamannagil,
- Arnarhólmi (ok. 2 ha) – druga w kolejności pod względem powierzchni. Leży ok. pół kilometra na południowy zachód od Vaðeyri.

Pomiędzy nimi znajdują się dwie bezimienne wysepki o pow. przekraczającej 0,5 ha. Poza nimi znaleźć można wiele małych wysepek w ujściu rzeki Sog, w północnej części jeziora, a także nieliczne, związane z podmokłością zachodniego brzegu. Po wschodniej stronie rzeki Sog, nie sąsiadując z nią bezpośrednio, znajduje się zabagniony obszar Kringlumýri (ok. 63 ha).

### Wody
Zasilane jest przez następujące rzeki:
- Sog – wpływa z północy, przepływając przezeń w kierunku południowym, przez kolejne ok. 3 km płynąc wzdłuż stromych stoków płaskowyżu Ingólfsfjall, by na koniec wpaść do rzeki Ölfusá.
- Tunguá – wpływa od północnego zachodu, spływając z okolicznych wzgórz. Jest rzeką powstała ze strumieni:
  - Ausutrá (Hliðará) – spływa z północy, zasilana przez północno-zachodni potok Háafellsgil, północne jeziorko Dælur i zachodni potok Húsadalur
  - Ytriá – spływa z zachodu, łącząc potok Geithamragil z zachodu oraz strumienie dorzecza potoku Þverá z południowego zachodu: Nóngil, Svartagil, Grafningsháls, a także Kagagil i Miðmundagil spływające z Ingólfsfjall
- Ferðamannagil i Hrapalækur – dwa, sąsiadujące i łączące się ze sobą (pierwszy, dłuższy, spływa nieco mniej niż kilometr na wschód) strumienie, spływające z północnych stoków Ingólfsfjall, po zachodniej stronie jeziora. Tworzą podmokły obszar, który został poprzecinany licznymi rowami melioracyjnymi

### Fauna i flora
W wodach spotyka się takie ryby jak golec zwyczajny i łosoś (ten jednak przepływa je, rzadko bywając złowionym). Od wielu lat nie prowadzono na jej wodach odłowu. W okolicach jeziora dominuje niska roślinność łąk i mokradeł. Brzeg wschodni z kolei dominują łąki i krzew. Jedynie w południowej części, w pobliżu ujścia Sog, rozpoczyna się strefa niskich drzew rosnących w pasie wzdłuż rzeki. Rzadsze, spotkać można je również w pobliżu zabudowań oraz za nimi, dalej na wschód, gdzie tworzą gęstsze połacie.

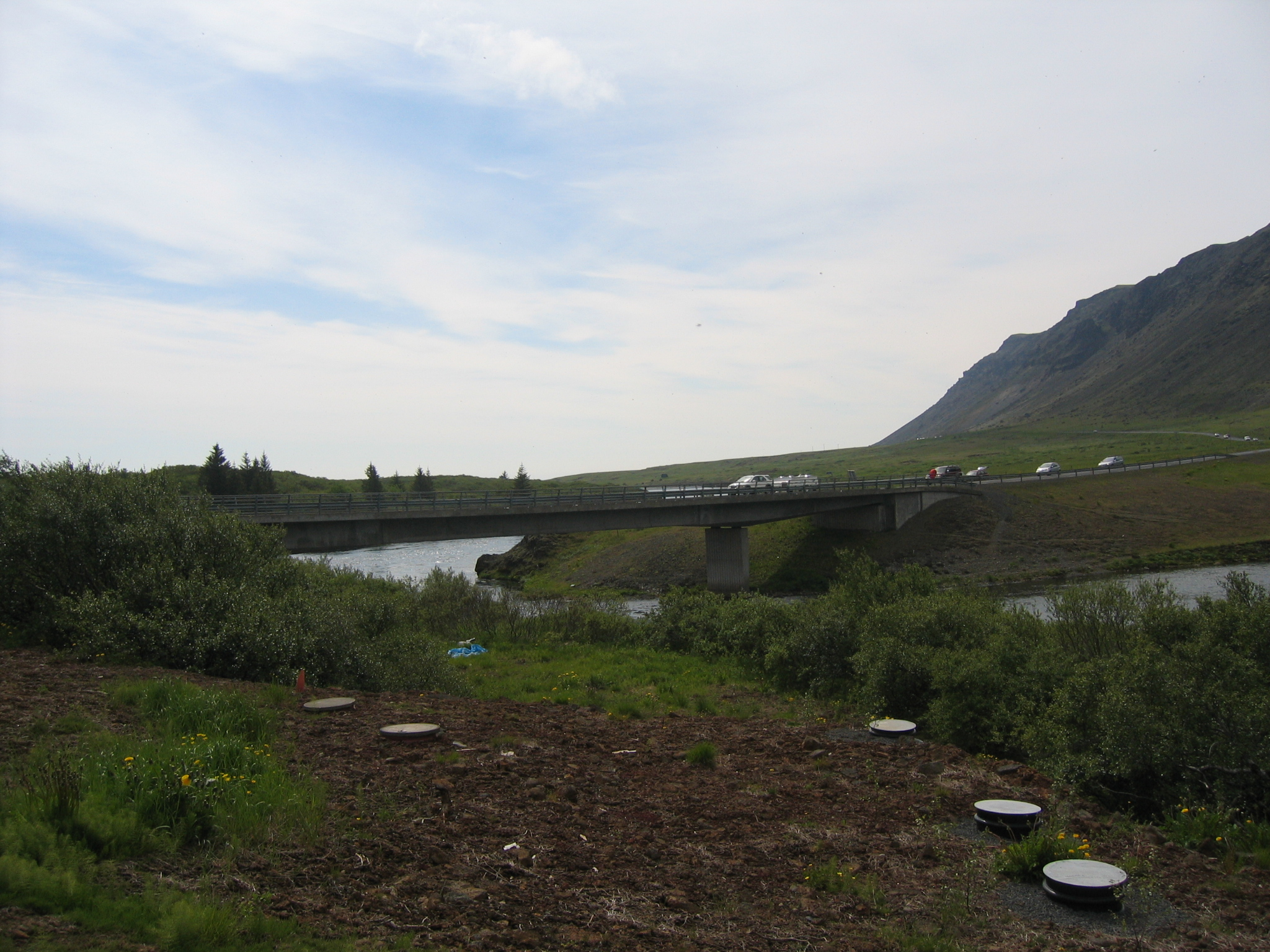
Most drogi nr 35 na rzece Sog, wybudowany ok. 1km na południe od krańca jeziora. Po prawej stoki Ingólfsfjall.

### Osadnictwo i infrastruktura
Jezioro jest z trzech stron otoczone drogami głównymi, utwardzonymi asfaltem. Na zachodnim brzegu droga nr 350 (północny odcinek szutrowy), na wschodnim nr 36 oraz kilka kilometrów na południe nr 35 z mostem na Sog. Ponadto, podróżnym zdarza się przedostawać w bród, pomimo szerokości zbiornika. Miejsce przepraw, na mapach oznaczono w północnej części jeziora - między wschodnim brzegiem i wyspą Vaðeyri.
Tereny na zachodnim brzegu wykorzystywane są do wypasu zwierząt oraz uprawy rolnej na obszarze między rzekami Tunguá i Ferðamannagil. Pozostałe tereny na tym brzegu nadają się tylko do wypasu. Znajduje się tam zaledwie kilka samotnych gospodarstw. Z kolei na wschodnim brzegu dominuje osadnictwo. Większe skupiska zabudowy nad samym jeziorem koncentrują się w północno- i południowo-wschodnich osiedlach. Więcej zabudowań powstało po wschodniej stronie drogi nr 36, a także po południowej stroni drogi nr 35 – tu ciągnąc się niemal po brzeg rzeki Hvítá.